# Museu da Gravura Brasileira
O Museu da Gravura Brasileira é um museu de arte, localizado na cidade de Bagé.
Fundado em 21 de outubro de 1977, guarda precioso acervo de obras de artistas bageenses, brasileiros e de outros países. 
O museu possui em seu acervo gravuras, fotografias, esculturas em bronze e cerâmica.
A visitação é permanente, entretanto o museu recebe inúmeras exposições temporárias durante o ano, de artistas do Brasil e do exterior.
O museu localiza-se na Rua Coronel Azambuja, 18, no centro da cidade.

Sua tipologia é de artes visuais.

## História
O museu foi fundado em 21 de outubro de 1977, a partir de um encontro de Artes Plásticas que ocorreu no ano anterior. Atualmente o museu está sob responsabilidade da URCamp. O acervo reúne nomes nacionais e estrangeiros, formado a partir da atuação do histórico Clube de Gravura de Bagé. Também conhecido como o Grupo de Bagé, foi formado inicialmente por Glauco Rodrigues, Glênio Bianchetti, Jacy Maraschin e Ernesto Wayne que, através do intelectual Pedro Wayne, entraram em contato com Carlos Scliar, Danúbio Gonçalves e José Morais. No entanto, ficaram mais conhecidos como membros do grupo apenas Scliar, Bianchetti, Gonçalves e Rodrigues.
A instituição cultural esteve fechada por seis anos e sua reabertura ocorreu em maio de 2014 com a exposição "Êxodos", do fotógrafo Sebastião Salgado. As gestoras do local, professoras da Universidade da Região da Campanha, Carmen Barros e Maria Luiza Piêgas exaltaram a importância do espaço para o desenvolvimento cultural do município, de modo que não poderia continuar fechado.

### Influências
O Grupo foi uma influência direta para a formação do Clube de Gravura de Bagé e do Clube de Gravura de Porto Alegre, que renovaram as artes gráficas brasileiras nos anos 50 através de uma proposta semelhante. O Museu da Gravura Brasileira também foi ideia destes quatro artistas.

## Acervo
Além de obras de diversos artistas do exterior, o museu atualmente abriga mais de 500 obras dos fundadores do Grupo de Gravura de Bagé. O museu possui também em seu acervo  fotografias, esculturas em bronze e em cerâmica.

## Atividades
O museu possui mostras permanentes para visitação do público, de representações do Uruguai, Argentina, Chile e também alunos de Bagé e de outras regiões. No espaço, também são desenvolvidas atividades como teatro, artesanato em argila e com materiais reciclados.